# Myriam Mézières
Myriam Mézières (París, Francia, 19 de octubre de 1951) es una actriz, escritora y cantante francesa que ha rodado extensamente con el director suizo Alain Tanner.

## Carrera
Nacida de padre egipcio y madre pianista de origen checo, Myriam Mézières se crio en un orfanato. Comenzó en el cine a los 16 años: su encuentro con el cineasta suizo Alain Tanner, en el set de Jonas que cumplió 25 años en 2000, en 1976, será decisivo para el resto de su carrera.
Trabaja con Jean-Pierre Mocky (La mortaja no tiene bolsillos), Andrzej Żuławski (Mis noches son más bellas que sus días), Paul Vecchiali (No cambie de mano), Claude Lelouch, Yves Boisset o Claude Berri.Durante los años 1980 y 1990, la actriz continúa con sus actuaciones protagonistas: la vemos en Les Nanas, The Débandade (Claude Berri), o El juez Fayard dijo al Sheriff (Yves Boisset). 
Pero es con Alain Tanner con quien obtiene sus papeles más importantes: No Man's Land, The Journal of Lady M. (que representa a Suiza en los Oscar), o Una llama en mi corazón, de la que es coautora con Alain Tanner, y que le valió el premio a la Mejor Actriz y Mejor Película en el Festival de Cine de Houston. En 2002 volvieron a codirigir Fleurs de sang con una gran acogida. Mézières dice de su colaboración con Tanner: "Se dice que yo soy la musa de Alain Tanner, y no está mal porque da un poco de sentido a lo absurdo de la vida, supongo. Pero espero convertirme en la musa de mi misma. La verdad es que con Alain Tanner inicié mi carrera, todavía es el director que más me ha entendido como artista y como persona. Entre mi experiencia de Una llama en el corazón y ahora Flores de sangre evolucioné mucho y codirigir con él fue una experiencia maravillosa pero probablemente mi experiencia más dura. Pero siempre vale más enfrentarte a alguien que es inteligente y que tiene personalidad que a una persona más blanda. Siempre es agradable estar debajo de la mirada de un hombre como Tanner. Tiene dos ojos azules que te recorren el alma."
En España ha tenido mucha actividad cinematográfica, trabajando con Manuel Gómez Pereira (Boca a boca), F. Merinero (Agujetas en el Alma) o Felipe Sole (Volveremos). También ha participado en la serie Cuéntame de TVE.
En teatro, ha trabajado con autores y directores como Bernard-Marie Koltés, Copi, Jorge Lavelli, Fernando Arrabal o Jerôme Savary, con el que inició su carrera en Magic Circus. En 2013 presentó el espectáculo de cabaret "Amour Fou", un montaje que representa las diferentes relaciones hombre mujer.
Vive a caballo entre Barcelona, Madrid y París, además de actriz es una polifacética  y original artista. Ella misma ha compuesto e interpreta las canciones de sus películas.
De una gran belleza y energía corporal, siempre ha sido una actriz desinhibida (Change pas de main se clasificó alternativamente X y de ensayo), que combina su pasión por la comedia y la música mediante la creación de dos expectáculos musicales, Fruta Extraña y Carne y Sueños y cantando en muchas de sus películas. Por otro lado siempre ha pretendido aportar un valor humano y social en su trabajo y dice al respecto: "Nunca dejaré de hablar de la pobreza, nunca olvidaré a los que nacieron en la oscuridad y están solos..., milito para la gente sin acceso a la cultura, para darles mi idea de la dignidad y la elegancia".

## Filmografía selectiva
- 1974 : Le Troisième Cri de Igaal Niddam
- 1974 : Un linceul n'a pas de poches de Jean-Pierre Mocky
- 1975 : Change pas de main de Paul Vecchiali
- 1976 : Spermula de Charles Matton
- 1976 : Jonas qui aura 25 ans en l'an 2000 de Alain Tanner
- 1977 : Le Juge Fayard dit Le Shériff de Yves Boisset
- 1978 : Corps à cœur de Paul Vecchiali
- 1982 : En haut des marches de Paul Vecchiali
- 1983 : Poussière d'Empire de Lâm Lê
- 1984 : Les Nanas de Annick Lanoë
- 1985 : No Man's Land de Alain Tanner con Hugues Quester
- 1987 : Une flamme dans mon cœur de Alain Tanner con Benoît Régent, Azize Kabouche
- 1989 : Radio Corbeau de Yves Boisset
- 1989 : Mes nuits sont plus belles que vos jours de Andrzej Żuławski
- 1991/92 : Mau Mau de Uwe Schrader
- 1993 : Le Journal de Lady M. de Alain Tanner con Félicité Wouassi
- 1993 : Cartas desde Huesca de Antonio Artero con Fernando Fernán Gómez y Tony Isbert
- 1995 : Marie de Nazareth de Jean Delannoy avec Myriam Muller, Didier Bienaime et Francis Lalanne
- 1996 : Black Dju de Pol Cruchten con Philippe Léotard
- 1998 : Ça n'empêche pas les sentiments de Jean-Pierre Jackson
- 1999 : La Débandade de Claude Berri
- 2000 : Krámpack de Cesc Gay
- 2002 : Fleurs de sang de Myriam Mézières et Alain Tanner
- 2005 : Tanger de Juan Madrid
- 2007 : Cuidate de mi de Javier de la Torre
- 2009 : Un ajuste de cuentas de Juan Madrid
- 2011 : Volveremos de Felipe Solé

### Cortos
- 1974: Gliscom Butrew
- 1990: Uhloz de Guy Jacques

## Teatro
- 1972 : Par delà les marronniers de Jean-Michel Ribes, mise en scène de l'auteur, Festival du Marais Maison d'Ourscamp, Espace Cardin
- 1984 : Kidnapping de Catherine Rihoit, mise en scène Étienne Bierry, Poche Montparnasse
- 1986 - Dépêche-toi ! Il est shabat ! De Jacques Azulay (Franck Warriol).